# Akerkstraat
De  Akerkstraat is een straat in de binnenstad van Groningen. De straat, vernoemd naar de Akerk loopt vanaf het Akerkhof naar de Grote Kromme Elleboog. De straat stond eerder bekend als de Lamme Huiningestraat. De naam werd gewijzigd op verzoek van de bewoners omdat de straat een slechte naam had wegens de prostitutie die er in de 19e eeuw veel voorkwam.
Het meest opvallende gebouw in de straat is het Armhuiszitten Convent, een hofje uit 1621. Het gasthuis zelf staat bekend als het Lamme Huininge Gasthuis waarnaar de straat ook was vernoemd.
Op nummer 11 zit het gebouw van de Grunneger Sproak sinds 2010 het Der Aa-theater. 

## Monumenten
De Akerkstraat telt 3 bouwwerken die zijn aangewezen als rijksmonument. Daarnaast staan in de straat 3 gemeentelijke monumenten.
| Adres          | Bouwjaar | Beschrijving                                                                                      | Monument  | Afbeelding |
| -------------- | -------- | ------------------------------------------------------------------------------------------------- | --------- | ---------- |
| Akerkstraat 1  | 1850     |                                                                                                   | RM 485406 |            |
| Akerkstraat 2  | 1850     |                                                                                                   | RM 18420  |            |
| Akerkstraat 18 | 1890     | Winkelpand met karakteristieke houten pui                                                         | GM 102641 |            |
| Akerkstraat 22 | 1621     | Armhuiszitten Convent                                                                             | RM 485440 |            |
| Akerkstraat 24 | 1868     | Onderkelderd woonhuis, thans restaurant met bovenwoning, deels gebouwd van stenen van eerder pand | GM 101748 |            |
| Akerkstraat 29 | 1850     |                                                                                                   | GM 103785 |            |

Achter de Muur · 
Akerkhof · 
Akerkstraat · 
Broerstraat · 
Brugstraat ·
Bruine Ruiterstraat ·
Burchtstraat · 
Butjesstraat ·
Carolieweg ·
Coehoornsingel · 
Donkersgang · 
Driften · 
Emmaplein · 
Folkingestraat · 
Folkingedwarsstraat ·
Ganzevoortsingel · 
Gasthuisstraatje ·
Gedempte Kattendiep ·
Gedempte Zuiderdiep ·
Gelkingestraat ·
Grote Kromme Elleboog ·
Grote Markt ·
Guldenstraat ·
Guyotplein ·
Haddingestraat ·
Haddingedwarsstraat ·
Hardewikerstraat ·
Hereplein · 
Herebinnensingel ·
Heresingel ·
Herestraat ·
Hoekstraat ·
Hofstraat ·
Hoge der A ·
Hoogstraatje ·
Jacobijnerstraat ·
Kleine der A ·
Kattenhage ·
Kleine Kromme Elleboog ·
't Klooster ·
Kostersgang ·
Koude Gat ·
Kreupelstraat ·
Kwinkenplein ·
De Laan ·
Lage der A ·
Lopende Diep ·
Lutkenieuwstraat ·
Marktstraat ·
Martinikerkhof ·
Munnekeholm ·
Muurstraat ·
Naberstraat ·
Nieuwe Boteringestraat ·
Nieuwe Ebbingestraat ·
Nieuwe Kerkhof ·
Nieuwe Kijk in 't Jatstraat ·
Nieuwe Markt ·
Nieuwstad ·
Noorderhaven ·
Oosterstraat ·
Ossenmarkt ·
Oude Boteringestraat ·
Oude Ebbingestraat ·
Oude Kijk in 't Jatstraat ·
Papengang ·
Pausgang · 
Pelsterstraat ·
Peperstraat ·
Poelestraat ·
Praediniussingel ·
Rademarkt ·
Radesingel ·
Reitemakersrijge ·
Rode Weeshuisstraat ·
Schoolstraat · 
Schoolholm · 
Schuitemakersstraat ·
Schuitendiep · 
Sieboldsgang · 
Singelstraat · 
Sint Jansstraat ·
Sint Walburgstraat ·
Spilsluizen ·
Stationsstraat ·
Steentilstraat ·
Stoeldraaierstraat · 
Torenstraat · 
Turfstraat ·
Turfsingel ·
Turftorenstraat ·
Ubbo Emmiussingel ·
Vismarkt ·
Visserstraat ·
Waagstraat ·
Zoutstraat ·
Zwanestraat